# Журавлиное (Челябинская область)
Журавли́ное — деревня в Октябрьском районе Челябинской области России. Входит в состав Мяконькского сельского поселения.

## География
Деревня находится в восточной части Челябинской области, в лесостепной зоне, между озёрами Большое и Малое Журавлиное, на расстоянии примерно 14 км (по прямой) к северо-северо-востоку (NNE) от села Октябрьское, административного центра района. Абсолютная высота — 177 м над уровнем моря.
Часовой пояс
Деревня Журавлиное, как и вся Челябинская область, находится в часовой зоне МСК+2. Смещение применяемого времени относительно UTC составляет +5:00.

## Население
| 2002 | 2010 |
| ---- | ---- |
| 333  | ↘224 |

Гендерный состав
По данным Всероссийской переписи населения 2010 года, в гендерной структуре населения мужчины составляли 50,4 %, женщины — соответственно 49,6 %.
Национальный состав
Согласно результатам переписи 2002 года, в национальной структуре населения русские составляли 89 %.

## Улицы
- ул. 8 Марта,
- ул. Октябрьская,
- ул. Советская[6].